# 사현정
사현정(四賢井)은 대한민국 경상북도 영주시 순흥면 읍내리에 있는 우물이다. 1986년 12월 11일 경상북도의 기념물 제69호로 지정되었다.

## 개요
고려시대 후기 사람인 안석 선생과 그의 세 아들이 쓰던 우물이다.
밀직공 안석 선생은 호장(戶長)에 추대되었으나, 벼슬에 나아가지 않고, 그의 세아들 축(軸)·보(輔)·집(輯)을 훌륭히 키웠는데, 이 때 함께 사용하던 우물이라 한다.
우물은 화강암을 우물 정(井)자 모양으로 3단 조립한 형태이다. 그 뒷편으로는 비각을 세워 놓았는데, 그 안에는 조선 인종 원년(1545) 풍기군수 주세붕이 이 네 분의 덕을 기리고자 세운 ‘4현정(四賢井)’비가 남아 있다.

## 참고 자료
- 사현정 - 국가유산청 국가유산포털